# Irving Blum
Pour les articles homonymes, voir Blum.
Irving Blum est un galeriste américain né en 1930. Il est notamment connu pour avoir été l'un des directeurs de la Ferus Gallery à Los Angeles.

## Ferus Gallery
Irving est un galeriste américain né en 1930. Il arrive en Californie à la fin des années 50 et souhaite intégrer le monde des galeries d'art. En 1958 il rachète la part d'Ed Kienholtz au sein de la Ferus Gallery et en devient le troisième propriétaire. Les deux autres associés et fondateurs sont Walter Hopps et Bob Alexander. Il arrive au moment où la galerie déménage et s'installe de l'autre coté de la Cienaga Boulevard à Los Angeeles dans un nouvel espace. Afin d'améliorer les ventes de la galerie c'est Irving Blum qui convint Walter Hopps de diminuer le nombre d'artiste représenté à quatorze. Irving Blum fut le premier à vouloir exposé dans la galerie à la fois des artistes de la côte Ouest et de la côte Est. Cette volonté permit à la galerie de faire sa renommée et expose la première exposition solo d'Andy Warhol en juillet 1962. Les deux hommes s'étaient rencontrés à New York l'année précédente et montèrent ce projet qui rendit célèbre la galerie. Cette exposition présentait pour la première fois la série des canettes de soupe Campbell de Warhol. Cinq de ses tableaux furent vendus 100 dollars chacun mais Blum décide de tous les racheter pour conserver l'ensemble intacte ainsi pour 1000 dollars il conserve les trente-deux toiles. Cette exposition permis par la suite d'exposer d'autres artistes new-yorkais comme Jasper Johns, Roy Lichtenstein et Frank Stella.

## De la Ferus Gallery à la Irving Blum Gallery
En 1962 Walter Hopps quitta la Ferus Gallery pour devenir conservateur, et plus tard, directeur du "Musée d'Art de Pasadena". La Ferus Gallery ferme ses portes en 1967. Après avoir cherché de un nouveau partenariat avec Arne Glimtcher, de la "Pace Gallery" de New York, ils ouvrent la  galerie "Ferus/Pace" à Los Angeles. L'aventure se termine au bout de seulement deux ans. Blum ouvrit la "Irving Blum Gallery" avant de partir pour New York en 1972 où il fit un partenariat avec Joseph Helman et ouvre la "BlumHelman Gallery"; il retourna vivre à Los Angeles en 1998 à son compte.

## Cinéma
En 1959, au cours d'une soirée poker Irving Blum rencontre Russ Meyer. C'est cette rencontre qui lui permettra de mettre un pied dans le cinéma. Irving Blum a écrit le scénario et joue le narrateur du premier film de Russ Meyer, The Immoral Mr Teas. Blum avoua dans une interview avoir copié l'histoire du livre de James Thurber La vie rêvée de Walter Mitty paru en 1939. Cette participation au film n'est dû qu'a l'invalidité du précédent narrateur qui ne put participer au film. Ce fut la seule collaborations entre les deux hommes car Irving Blum se consacra totalement aux galeries d'art. Toutefois les deux hommes restèrent en bon termes et amis jusqu'à la mort de Russ Meyer en 2004.
Irving Blum est également crédité au casting du film de 1964 d'Andy Warhol Tarzan and Jane Regained … Sort of.
Il participa également à de nombreux documentaire sur le monde artistique et le monde des galeries. Sa présence est notable dans le documentaires de Morgan Melville en 2008 The Cool School.

### Ouvrage
- Jimmy McDonough, Big bosoms and square jaws, Londres, Vintage, 2007

### Catalogue d'exposition
- Los Angeles 1955/1985 : naissance d'une capitale artistique, Paris, Centre Pompidou, musée  national d’Art moderne / Centre de création industrielle, 8 mars – 17 juillet 2006
- Pacific Standarts Time : Crosscurrents in L.A. Painting and Sculpture, 1950-1970, Los Angeles, J. Paul Getty Museum, 1 octobre 2011 – 5 février 2012

### Filmographie
- Morgan Neville (réalisateur), The Cool School: How L.A Learn to Love Modern Art [DVD], Tremolo Production, 2008, 86 min.
- Andy Warhol (réalisateur), Tarzan and Jane Regained...sort off, Andy Warhol, 1964, 80 min.